# Paul Klebnikov
Paul Klebnikov (en ruso: Павел Юрьевич Хлебников, romanizado: Pável Yúrievich Jlébnikov; Nueva York, 3 de junio de 1963 - Moscú, 9 de julio de 2004) fue un periodista estadounidense de origen ruso.  Trabajó para la revista Forbes durante quince años, y siendo editor jefe de la sección rusa fue asesinado en Moscú. Su muerte fue achacada a un golpe contra el periodismo de investigación. 

## Biografía
Paul Klebnikov nació en Nueva York, hijo de un familia aristocrática con una larga tradición militar y política.  Acudió a la Phillips Exeter Academy,  y se graduó en Ciencias políticas por la Universidad de California en Berkeley en 1984.  Se doctoró por la Escuela de Economía de Londres, donde ganó el premio Leonard Schapiro.  El tema de su tesis fue la reforma agraria en Rusia tras la reformas de Stolypin. 
El 22 de septiembre de 1991, se casó con Helen Train, hija del banquero John Train.  La pareja tuvo tres hijos. 

## Trayectoria
Klebnikov se unió en 1989 a Forbes y se ganó la reputación de investigar asuntos turbios de la época postsoviética, asuntos tales como tratos comerciales y corrupción en general.  En 1996 escribió una historia que fue portada de Forbes titulada "¿El padrino del Kremlin?",  comparando al magnate ruso Borís Berezovski con la Cosa nostra. El artículo fue publicado sin firma, pero era sabido que el contenido procedía del trabajo de Klebnikov, quien pronto recibió amenazas de muerte y se tomó un descanso. Se fue a vivir a París con su familia.  Berezovsky posteriormente demandó Forbes por difamación,  pleito que ganó parcialmente en 2003.  Mientras tanto, Klebnikov amplió el artículo en forma de libro en 2000 con el título de El Padrino del Kremlin: Boris Berezovsky y el saqueo de Rusia.  Se cree que se basa en gran medida en entrevistas con Alexander Korzhakov, el jefe de seguridad del expresidente Borís Yeltsin. El libro describía el proceso de privatización utilizado por Yeltsin y detallaba la presunta corrupción de varios empresarios rusos, centrándose particularmente en Berezovsky.  Klebnikov lanzó un segundo libro, Conversación con un bárbaro: Entrevistas con un Comandante de Campo Checheno sobre el Bandidaje y el Islam, en 2003. El libro era una transcripción de una larga entrevista con el líder rebelde checheno Jozh-Ahmed Nujayev, llevada a cabo en Bakú, Azerbaiyán. 
En el mismo año, Klebnikov fue elegido para ser el primer editor de la edición rusa de Forbes. La revista solo sacó cuatro números antes de su muerte, incluido un artículo sobre las 100 personas más ricas de Rusia. 

## Muerte
El 9 de julio de 2004, mientras salía de la sede de la revista, Klebnikov fue atacado en una calle de Moscú a altas horas de la noche por unos desconocidos que le dispararon desde un automóvil que se movía lentamente.  Klebnikov recibió cuatro disparos. Trasladado al hospital en una ambulancia que no tenía botellas de oxígeno, tuvo que sufrir además cierto retraso por un ascensor averiado. Finalmente, murió en el hospital. Las autoridades describieron el ataque como un asesinato por encargo.

#### Investigación
En 2006, los fiscales acusaron al líder rebelde checheno Jozh-Ahmed Noujayev de la muerte de Klebnikov. Tres hombres chechenos, Kazbek Dukuzov, Musa Vajayev y Fail Sadretdinov, fueron arrestados y juzgados a puerta cerrada por el asesinato, pero los tres fueron absueltos. Sadretdinov fue posteriormente declarado culpable de cargos no relacionados y condenado a nueve años de prisión, mientras que las acusaciones contra Vajayev y Dukuzov fueron anuladas por la Corte Suprema de Rusia, permitiéndoles ser enjuiciados nuevamente. 
En julio de 2007, en el tercer aniversario del asesinato, el Departamento de Estado de EE. UU. protestó por el trato de la justicia rusa al asesinato de Klebnikov.

## Legado
En 2004, el Comité para la Protección de los Periodistas (CPJ) concedió a Klebnikov una distinción.  En 2005 se puso en marcha el Proyecto Klebnikov, una alianza global dedicada específicamente a desarrollar nueva información sobre el asesinato de Klebnikov y a promover parte del trabajo de investigación que Klebnikov comenzó. La organización fue fundada en julio de 2005,  e incluye a más de 20 periodistas y empresas de medios asociadas.    El periodista Richard Behar se puso al frente del proyecto. 

## Libros
- Klebnikov, Paul (2000). Godfather of the Kremlin: Boris Berezovsky and the looting of Russia. Harcourt. ISBN 0-15-100621-0.